# Ottawa (fiume)
Ottawa (in francese, Outaouais) è un fiume del Canada. Ha una lunghezza di 1.271 km e per buona parte del suo corso costituisce il confine naturale tra le province canadesi del Québec e dell'Ontario. Il suo bacino imbrifero è di 146.000 km². Fa parte dei fiumi rari che sono affluenti pur essendo alla confluenza più lunghi dei fiumi in cui finiscono (casi più famosi il Missouri nel Mississippi negli Stati Uniti o l'italiano Tanaro nel Po).

## Affluenti

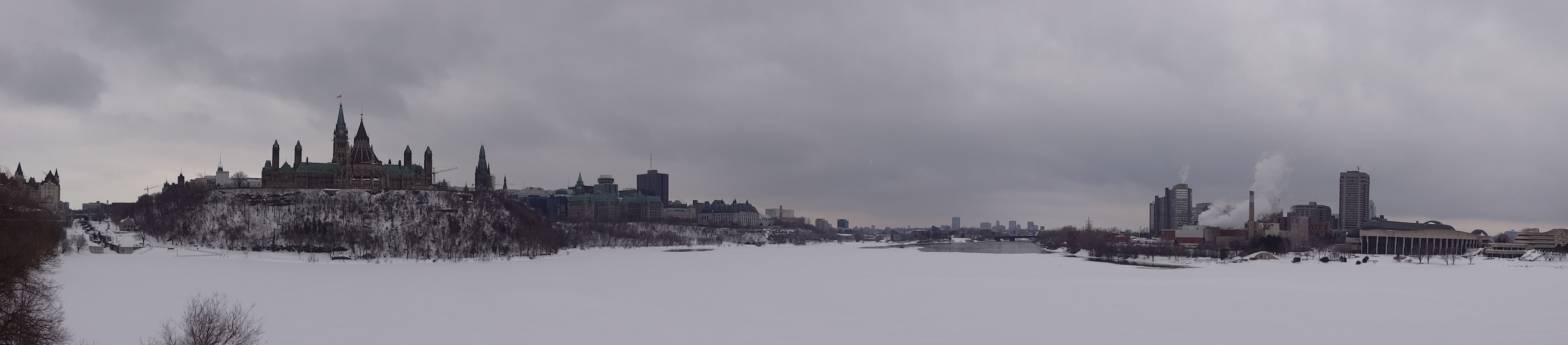
Fiume durante l'inverno.

I maggiori affluenti sono:
| - Bonnechere - Coulonge - Gatineau - Kipawa | - du Lièvre - Madawaska - Mattawa - Klitawanian | - Mississippi - Montreal - Rivière du Nord - Petawawa | - Rideau - Rouge - South Nation |